# محمدمهدی گورنگی
محمدمهدی گورنگی (زادهٔ ۲ تیر ۱۳۵۴ در شیراز) موسیقی‌دان و آهنگساز اهل ایران است. موسیقی سریال مسافری از هند، از جمله آثار گورنگی است.

## زندگی هنری
محمدمهدی گورنگی، ۲ تیر ۱۳۵۴ در شیراز متولد شد. از کودکی با ساز تمبک و پیانو آشنا شد و در نوجوانی آموختن سنتور را نیز آغاز کرد. وی در دوران دبیرستان با ساخت سرودهای مختلف برای امور تربیتی آموزش و پرورش، اولین تجربه‌های آهنگسازی را کسب نمود. او از سال ۱۳۷۴، تحصیلات دانشگاهی خود را در رشتهٔ موسیقی آغاز نمود. از استادان او می‌توان به هنرمندانی نظیر: محمدتقی مسعودیه، علیرضا مشایخی، شاهین فرهت، شریف لطفی، مجید کیانی، محمدعلی حدادیان، محمد اسماعیلی، مسعود شناسا، امیراشرف آریانپور و محمدرضا درویشی اشاره نمود.
او از سال ۱۳۷۴، همکاری خود را با مرکز موسیقی سازمان صدا و سیما به‌عنوان آهنگساز، تنظیم‌کننده، و ناظر ضبط موسیقی آغاز کرد و در سال ۱۳۷۵ به عضویت انجمن آهنگسازان جوان صدا و سیما درآمد. وی در سال ۱۳۸۸ به همکاری خود با این مرکز پایان داد. محمدمهدی گورنگی در دوران دانشجویی با ساخت موسیقی برای چندین فیلم کوتاه، آهنگسازی فیلم را آغاز نمود و از آن زمان آثار متعددی در فرم و ژانرهای گوناگون، آهنگسازی کرد اما بیشترین ساخته‌های او در قالب موسیقی فیلم و سریال مشهود بوده‌است.
خوانندگانی نظیر: حمید غلامعلی، علیرضا افتخاری، جهان قشقایی، محمد اصفهانی، حسین زمان، مهرداد کاظمی، احسان خواجه‌امیری، پرویز طاهری، مسعود خادم، قاسم افشار، رضا طیبی، علی خدایی، مهدی زکی‌زاده، فریدون آسرایی، بیژن خاوری، حمید فولادی، مهرداد هویدا، هامون رزاقی، فریبرز غفاری، امید جعفری، فریدون سلامت، میثم ابراهیمی، بهنام انوری، سعید جاوید و … آثار باکلام او را اجرا کرده‌اند. در دیماه ۱۳۹۴ آلبوم موسیقی «حقیقتی شبیه خیال» به آهنگسازی وی منتشر شد؛ این مجموعه منتخبی از قطعات موسیقی متن شش فیلم و سریال است که بین سالهای ۱۳۸۳ تا ۱۳۸۵ ساخته و ضبط شده‌است.
در بهمن ۱۳۹۸ در همایش رونمایی از طرح ملی «همیار کتاب_ همراه قلم»، محمدمهدی گورنگی به‌عنوان همیار برتر حوزهٔ کتاب و کتابخوانی مورد تجلیل قرار گرفت.

## فعالیت‌های هنری و پژوهشی
از جمله فعالیت‌های هنری و پژوهشی محمدمهدی گورنگی، به موارد زیر می‌توان اشاره نمود:
عضویت در ارکستر ایرانی موسیقی نو به رهبری علیرضا مشایخی - نوازندهٔ سنتور (۱۳۷۵–۷۸)، عضویت در انجمن آهنگسازان جوان صداوسیما به سرپرستی حسن ریاحی (۱۳۷۵–۷۸)، تدریس پیانو - سنتور و مبانی موسیقی کلاسیک در آموزشگاه‌ها، گردآوری رساله «گذری بر پیوند شعر و موسیقی ایران» دانشگاه علم و فرهنگ (۱۳۷۸)، همکاری با امور تربیتی آموزش و پرورش و بنیاد شهید (با عنوان کارشناس و داور سرود) (۱۳۷۹–۸۱)، تدریس خلاقیت موسیقی کنکور هنر در آموزشگاه‌ها، عضویت درکانون پژوهشگران و آهنگسازان خانه موسیقی، عضویت در کانون آهنگسازان سینمای ایران، تشکیل گروه و اجرای کنسرت مسافری از هند (۱۳۸۲)، تألیف کتاب خلاقیت موسیقی ویژه کنکور هنر (انتشارات سه استاد. قلم چی) (۱۳۸۲)، تدریس موسیقی فیلم و مبانی موسیقی کلاسیک و… در دانشگاه (از ۱۳۸۴)، عضویت در شورای آموزش و پژوهش مرکز موسیقی صداوسیما (۱۳۸۹)، تأسیس دپارتمان، موسیقی MIS مدرسه بین‌المللی مهرتابان (۱۳۹۲)، عضویت در هیئت داوران انتخاب فیلم‌های سینمایی هجدهمین جشن خانه سینمای ایران، مدیریت گروه موسیقی دانشگاه سروش (۱۳۹۶–۹۹)، عضو هیئت داوران بیستمین جشن سینمای ایران (۱۳۹۷)، مدیر اجرایی سال‌نوای موسیقی ایران، دبیر بخش موسیقی جشنواره بین‌المللی هنر برای صلح (۱۳۹۷)، عضو هیئت داوران موسیقی آکادمی انجمن عالی هنرها و فنون سینمای ایران (۱۳۹۸)، دبیر جشنواره هنری بین‌المللی رنگ‌های مهربانی

## آثار هنری

### فیلم سینمایی
1. ارثیه فامیلی – کارگردان: حامد رضی (۱۳۹۹)[۲۴]
2. والدین امانتی – کارگردان: حسین قناعت (۱۳۹۹)[۲۵]
3. سلفی با رستم – کارگردان: حسین قناعت (۱۳۹۸)[۲۶]
4. تپلی و من – کارگردان: حسین قناعت (۱۳۹۷)[۲۷]
5. مسئله مهین، مشکل ملیحه (زخم باز) – کارگردان: حسین تبریزی (۱۳۹۶)[۲۸]
6. آوازهای سرزمین من – کارگردان: عباس رافعی (۱۳۹۳)[۲۹]
7. کالسکه – کارگردان: آرش معیریان (۱۳۹۳)[۳۰]
8. استخر – کارگردان: اسماعیل فلاح پور (۱۳۹۲)[۳۱]
9. متل قو – کارگردان: مسعود نوابی (کارگردان) (۱۳۹۲)[۳۲]
10. رهاتر از دریا – کارگردان: حمید طالقانی (۱۳۹۰)[۳۳]
11. ساعت شلوغی – کارگردان: آرش معیریان (۱۳۹۰)[۳۴]
12. چگونه میلیاردر شدم – کارگردان: علی عبدالعلی‌زاده (کارگردان) (۱۳۹۰)[۳۵]
13. سیسیلی‌ها – کارگردان: روح‌الله حسینی (۱۳۹۰)[۳۶]
14. داماد خجالتی – کارگردان: آرش معیریان (۱۳۸۹)[۳۷]
15. افراطی‌ها – کارگردان: جهانگیر جهانگیری (۱۳۸۸)[۳۸]
16. موج سوم – کارگردان: آرش سجادی حسینی (۱۳۸۷)[۳۹]
17. آنکه دریا می‌رود – کارگردان: آرش معیریان (۱۳۸۵)[۴۰]
18. احضار شدگان – کارگردان:آرش معیریان (۱۳۸۵)[۴۱]
19. بازنده – کارگردان: قاسم جعفری (۱۳۸۳)[۴۲]

### مستند
- سریال هویت سرخ – کارگردان: مهرزاد تفرشی، امیر بهمنش (۱۳۹۲)[۱۱۳]
- سریال شمیم بهشت – کارگردان: رضا داوری (۱۳۸۴)
- فیلم مستند کنترپوان (زندگی رکن‌الدین مختاری) – کارگردان: محمد فرزین‌نیا (۱۳۹۹)[۱۱۴]
- آن مرد با اتوبوس آمد – کارگردان: نیما مهدیان (۱۴۰۰)[۱۱۵]

### انیمیشن
- صخره‌های مرجانی – کارگردان: ابوالفضل فضلی‌خانی (۱۴۰۲)[۱۱۶]
- خال خالی – کارگردان: آمینه فروغی (۱۳۹۵) سریال انیمیشن[۱۱۷]
- تک – کارگردان: آمینه فروغی (۱۳۹۲)
- وقت دیدار – کارگردان: حسین معماری (۱۳۹۱) سریال انیمیشن[۱۱۸]
- تندیس – کارگردان: سونا مقدم (۱۳۷۹)
- یک سفر و نیم – کارگردان: حسین معماری (۱۳۷۸)
- کفش و بندش – کارگردان: حسین معماری (۱۳۷۷)

### تئاتر
- مرغ سحر – کارگردان: احمد آسوده (۱۳۹۱)[۱۱۹]
- اسطوره رنج – کارگردان: زهرا شایان فر (۱۳۷۸)
- گوهر پنهان – کارگردان: وحید یزدانی (۱۳۷۶)

### فیلم نیمه‌بلند
- خانه‌ات را باد برد – کارگردان: رها سرمدی (۱۳۹۹). برنده دیپلم افتخار آهنگسازی فیلم از جشنواره «فرهنگ و هنر جامع فجر»[۱۲۰]
- شیواتیر – کارگردان: هیلا صدیقی (۱۳۹۵)[۱۲۱]

### فیلم کوتاه
- آرتیست – کارگردان: رها سرمدی (۱۳۹۸)[۱۲۲]
- غفلت – کارگردان: مرتضی هرندی (۱۳۸۸)
- طمع – کارگردان: مرتضی هرندی (۱۳۸۸)
- مرگ و برگ – کارگردان: مجید تربتی فرد (۱۳۸۱)
- یک مساوی بینهایت – کارگردان: رامی مجاهد (۱۳۷۸)
- رجعت – کارگردان: محمد شاهوردی (۱۳۷۸)
- چهارشنبه ساعت هفت بعد از ظهر – کارگردان: یوسف مقدمی فر (۱۳۷۸)
- جایی مثل یک باغ – کارگردان: محمد صوفی آبادی (۱۳۷۷)
- آبی مثل دریا – کارگردان: رضا ناموری فرید (۱۳۷۶)[۱۲۳]
- رؤیای ترس – کارگردان: رضا حقیری (۱۳۷۵)

### آلبوم
- مسافری از هند، با ترانه‌سرایی افشین یداللهی و خوانندگی مهرداد هویدا و علیرضا بلوری (۱۳۸۲)[۱۲۴]
- من هم می تونم بخونم، آلبوم و سی دی کمک آموزشی ویژه کودکان با اشعار زهرا گورنگی و خوانندگی بهار احسانی فر (۱۳۸۴)[۱۲۵]
- بازنده، با ترانه‌سرایی فرزاد حسنی و خوانندگی امیر فاتحی (۱۳۸۴)[۱۲۶]
- حقیقتی شبیه خیال، (۱۳۹۴)[۱۰]
- هنگام طلوع، با متن و صدای هیلا صدیقی (۱۴۰۰)[۱۲۷]